# Jake Tapper

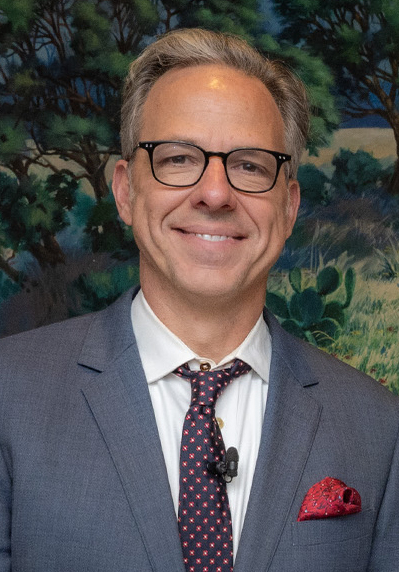
Jake Tapper (2023)

Jacob Paul „Jake“ Tapper (* 12. März 1969 in New York City) ist ein US-amerikanischer Journalist und Fernsehmoderator. Er moderiert The Lead with Jake Tapper und State of the Union with Jake Tapper auf CNN und ist der Chefnachrichtensprecher des Senders. 

## Karriere
Tapper schloss 1991 sein Studium am Dartmouth College ab. Er arbeitete daraufhin im Pressestab von Marjorie Margolies-Mezvinsky und wechselte nach deren Wahlniederlage 1994 zunächst zu einer Werbefirma. Im Anschluss arbeitete er für kurze Zeit bei einer Non-Profit-Organisation, die sich für eine bessere Waffenkontrolle engagiert.
Ab Ende der 1990er-Jahre war er als freiberuflicher Journalist tätig und schrieb unter anderem für die New York Times, die Washington Post und die Los Angeles Times, ehe er Redakteur beim Stadtmagazin Washington City Paper wurde. Er wechselte von dort erst zu Salon.com und anschließend – im Jahr 2003 – zu ABC News. Dort übernahm er ab 2008 die Stelle des Chefkorrespondenten des Senders im Weißen Haus.
Im Januar 2013 wechselte Tapper zu CNN, wo er seit März 2013 täglich die Moderation von The Lead with Jake Tapper übernimmt. Seit 2015 moderiert er zusätzlich die sonntägliche Talkshow State of the Union with Jake Tapper.
Am 27. Juni 2024 moderiert er mit seiner CNN-Kollegin Dana Bash die erste Fernsehdebatte im US-Präsidentschaftswahlkampf 2024 zwischen US-Präsident Joe Biden und seinem Herausforderer Donald Trump.

## Ehe und Familie
Tapper ist verheiratet und hat zwei Kinder. Seine Tochter Alice Paul Tapper hat als Kinderbuchautorin Beachtung gefunden.

## Preise und Ehrungen
Für seine Arbeit dort wurde er dreimal mit dem Merriman Smith Memorial Award ausgezeichnet. Er erhielt für die Berichterstattung über die Amtseinführung Barack Obamas zudem einen Emmy. Einen weiteren Merriam Smith Memorial Award erhielt er 2018 zusammen mit den CNN-Journalisten Evan Perez, Jim Sciutto und Carl Bernstein für einen Bericht über das Steele-Dossier.

## Werke
- Body Slam, the Jesse Ventura Story. St. Martin's, New York 1999.
- Outpost, an Untold Story of American Valor. Little, Brown & Co, New York 2012.
- Hellfire club. Little, Brown & Co, New York 2018.
- The Devil may Dance. Little, Brown & Co, New York 2021.
- Original Sin: President Biden's Decline, Its Cover-Up, and His Disastrous Choice to Run Again. Penguin Press, New York 2025, ISBN 979-82-1706067-2.